# Emilio Bueno Núñez del Prado
Emilio Bueno Núñez del Prado (Montilla, 1 de octubre de 1892-¿?) fue un militar español, que luchó en la guerra civil.

## Biografía
Nacido en Montilla el 1 de octubre de 1892, fue militar de carrera. Llegó a combatir en la Guerra de Marruecos, donde tuvo una destacada intervención al mando de regulares y de la Mehal-la. Desde 1923 fue miembro de la masonería, donde emplearía el nombre masónico de «Voluntad». Al proclamarse la Segunda República se acogió a la llamada «Ley Azaña» y se retiró con la graduación de comandante. A partir de entonces se dedicó a la vida civil.
Hombre de fuertes sentimientos republicanos, tras el estallido de la Guerra civil se mantuvo leal a la República y se volvió a reincorporar al Ejército. Pasó a ostentar por esas fechas el rango de teniente coronel. Durante el conflicto llegó a mandar la 41.ª Brigada Mixta, la 4.ª División y el II Cuerpo de Ejército. Estuvo destinado en el Frente del Centro, defendiendo Madrid ante la posibilidad de un ataque franquista. Algunos autores han considerado que fue miembro del Partido Comunista. A comienzos de marzo de 1939 ascendió al rango de coronel. Cuando se produjo el golpe de Casado, inicialmente mantuvo una actitud neutral ante las fuerzas golpistas. Sin embargo, tras recibir presiones de los mandos comunistas del Ejército del Centro, acabó posicionándose en contra de las fuerzas casadistas y sacó a la calle a las fuerzas bajo su mando. Al final del conflicto sería destituido por el coronel Casado, que en su lugar nombró al teniente coronel Joaquín Zulueta Isasi como comandante del II Cuerpo de Ejército.
Tras el final de la contienda fue capturado por los vencedores, juzgado y condenado a muerte, aunque posteriormente esta pena le sería conmutada y reducida a una condena de 30 años de prisión. En 1943 obtuvo la libertad condicional y en 1946 se benefició de una amnistía completa.

## Familia
Era primo de Miguel Núñez de Prado, que llegaría a ser general de división. 

## Obras
- —— (1929) Historia de la acción de España en Marruecos desde 1904 a 1927. Final de la campaña. Madrid: Editorial Ibérica.[13]